# World Computer Speed Chess Championship
Il World Computer Speed Chess Championship è un torneo a cadenza annuale per motori scacchistici, nel quale i contendenti si affrontano in partite lampo (blitz). Si tiene in concomitanza con il Campionato del mondo di scacchi per computer, mentre fino al 2001 si teneva assieme al Campionato del mondo di scacchi per PC ed era limitato ai soli personal computer.

## Risultati
| Edizione | Anno | Località                                | Vincitore |
| -------- | ---- | --------------------------------------- | --------- |
|          | 1995 | Paderborn, Germania                     | The King  |
|          | 1996 | Giacarta, Indonesia                     | Ferret    |
|          | 1997 | Parigi, Francia                         | Ferret    |
|          | 2000 | Londra, Regno Unito                     | Fritz     |
|          | 2001 | Maastricht, Paesi Bassi                 | Goliath   |
| 10       | 2002 | Maastricht, Paesi Bassi                 | Shredder  |
| 11       | 2003 | Graz, Austria                           | Shredder  |
| 12       | 2004 | Università Bar-Ilan, Ramat Gan, Israele | Shredder  |
| 13       | 2005 | Reykjavík, Islanda                      | Shredder  |
| 14       | 2006 | Torino, Italia                          | Ikarus    |
| 15       | 2007 | Amsterdam, Paesi Bassi                  | Shredder  |
| 16       | 2008 | Pechino, Cina                           | Sjeng     |
| 17       | 2009 | Pamplona, Spagna                        | Rybka     |